# Division 1 (pallamano femminile)
La Division 1, nota anche come Ligue Butagaz Énergie per ragioni di sponsorizzazione, è la massima serie del campionato francese di pallamano femminile. Istituita nel 1952, all'edizione 2020-2021 partecipano 14 squadre. Il Brest Bretagne è la squadra campione in carica, mentre il Metz è la squadra vincitrice del maggior numero di titoli (23). Per la stagione 2021-2022 la Division 1 risulta essere il quinto campionato più competitivo nella classifica stilata dalla EHF.

## Formula
Il campionato si compone di due fasi: una stagione regolare e la fase play-off e play-out. Nel corso della stagione regolare, da agosto ad aprile, le 12 squadre partecipanti si affrontano in un girone all'italiana con partite di andata e ritorno, per un totale di 22 giornate. Le prime otto classificate accedono ai play-off per il titolo, mentre le squadre classificate dal nono al dodicesimo posto accedono ai play-out salvezza. Nei play-off le otto squadre partecipanti partono dai quarti di finale seguendo una griglia che, in base alla classifica della stagione regolare, vede la prima affrontare l'ottava, la seconda la settima, la terza la sesta, la quarta la quinta. La squadra vincitrice della finale è campione di Francia ed è ammessa alla EHF Champions League, mentre la finalista perdente è ammessa alla EHF European League, assieme alle semifinaliste. Nei play-out le quattro squadre partecipanti si affrontano in un minitorneo con partite di andata e ritorno, per un totale di 6 giornate, considerando che la nona classificata parte con 4 punti, la decima con 3 punti, l'undicesima con 2 punti e la dodicesima con 0 punti; al termine del minitorneo l'ultima classificata è retrocessa in Division 2.

## Albo d'oro
Palmarès come da sito ufficiale.
- 1951-1952:  École Simon Siégel (1)
- 1952-1953:  École Simon Siégel (2)
- 1953-1954:  École Simon Siégel (3)
- 1954-1955:  Bordeaux EC (1)
- 1955-1956:  Stade français (1)
- 1956-1957:  CSA Molière (1)
- 1957-1958:  Ivry (1)
- 1958-1959:  Ivry (2)
- 1959-1960:  Ivry (3)
- 1960-1961:  SNUC Atlantique (1)
- 1961-1962:  Bordeaux EC (2)
- 1962-1963:  Ivry (4)
- 1963-1964:  Ivry (5)
- 1964-1965:  ES Colombes (1)
- 1965-1966:  ES Colombes (2)
- 1966-1967:  Stade Marseillais (1)
- 1967-1968:  ES Colombes (3)
- 1968-1969:  Ivry (6)
- 1969-1970:  Ivry (7)
- 1970-1971:  Stella Sports Saint-Maur (1)
- 1971-1972:  Stade Pessacais UC (1)
- 1972-1973:  ASUL Vaulx-en-Velin (1)
- 1973-1974:  Ivry (8)
- 1974-1975:  Paris Université Club (1)
- 1975-1976:  Paris Université Club (2)
- 1976-1977:  Ivry (9)
- 1977-1978:  Paris Université Club (3)
- 1978-1979:  Troyes OS (1)
- 1979-1980:  Paris Université Club (4)
- 1980-1981:  Paris Université Club (5)
- 1981-1982:  Dunkerque (1)
- 1982-1983:  Bordeaux EC (3)
- 1983-1984:  Stade français (2)
- 1984-1985:  USM Gagny (1)
- 1985-1986:  Stade français (3)
- 1986-1987:  USM Gagny (2)
- 1987-1988:  ES Besançon (1)
- 1988-1989:  ASPTT Metz (1)
- 1989-1990:  ASPTT Metz (2)
- 1990-1991:  USM Gagny (3)
- 1991-1992:  USM Gagny (4)
- 1992-1993:  ASPTT Metz (3)
- 1993-1994:  ASPTT Metz (4)
- 1994-1995:  ASPTT Metz (5)
- 1995-1996:  ASPTT Metz (6)
- 1996-1997:  ASPTT Metz (7)
- 1997-1998:  ES Besançon (2)
- 1998-1999:  ASPTT Metz (8)
- 1999-2000:  ASPTT Metz (9)
- 2000-2001:  ES Besançon (3)
- 2001-2002:  ASPTT Metz (10)
- 2002-2003:  ES Besançon (4)
- 2003-2004:  Metz Métropole (11)
- 2004-2005:  Metz Métropole (12)
- 2005-2006:  Metz Moselle Lorraine (13)
- 2006-2007:  Metz Moselle Lorraine (14)
- 2007-2008:  Metz Moselle Lorraine (15)
- 2008-2009:  Metz Moselle Lorraine (16)
- 2009-2010:  Toulon Saint-Cyr Var (1)
- 2010-2011:  Metz (17)
- 2011-2012:  Arvor 29 (1)
- 2012-2013:  Metz (18)
- 2013-2014:  Metz (19)
- 2014-2015:  Fleury Loiret (1)
- 2015-2016:  Metz (20)
- 2016-2017:  Metz (21)
- 2017-2018:  Metz (22)
- 2018-2019:  Metz (23)
- 2019-2020: non assegnato[5]
- 2020-2021:  Brest Bretagne (2)

## Vittorie per squadra
| Squadra                  | Vittorie | Stagioni |
| ------------------------ | -------- | --- |
| Metz                     | 23       | 1988-1989, 1989-1990, 1992-1993, 1993-1994, 1994-1995, 1995-1996, 1996-1997, 1998-1999, 1999-2000, 2001-2002, 2003-2004, 2004-2005, 2005-2006, 2006-2007, 2007-2008, 2008-2009, 2010-2011, 2012-2013, 2013-2014, 2015-2016, 2016-2017, 2017-2018, 2018-2019 |
| Ivry                     | 9        | 1957-1958, 1958-1959, 1959-1960, 1962-1963, 1963-1964, 1968-1969, 1969-1970, 1973-1974, 1976-1977 |
| Paris Université Club    | 5        | 1974-1975, 1975-1976, 1977-1978, 1979-1980, 1980-1981 |
| USM Gagny                | 4        | 1984-1985, 1986-1987, 1990-1991, 1991-1992 |
| ES Besançon              | 4        | 1987-1988, 1997-1998, 2000-2001, 2002-2003 |
| École Simon Siégel       | 3        | 1951-1952, 1952-1953, 1953-1954 |
| ES Colombes              | 3        | 1964-1965, 1965-1966, 1967-1968 |
| Bordeaux EC              | 3        | 1954-1955, 1961-1962, 1982-1983 |
| Stade français           | 3        | 1955-1956, 1983-1984, 1985-1986 |
| Brest Bretagne           | 2        | 2011-2012, 2020-2021 |
| CSA Molière              | 1        | 1956-1957 |
| SNUC Atlantique          | 1        | 1960-1961 |
| Stade Marseillais        | 1        | 1966-1967 |
| Stella Sports Saint-Maur | 1        | 1970-1971 |
| Stade Pessacais UC       | 1        | 1971-1972 |
| ASUL Vaulx-en-Velin      | 1        | 1972-1973 |
| Troyes OS                | 1        | 1978-1979 |
| Dunkerque                | 1        | 1981-1982 |
| Toulon Saint-Cyr Var     | 1        | 2009-2010 |
| Fleury Loiret            | 1        | 2014-2015 |